# Никорво
Никорво (итал. Nicorvo) — коммуна в Италии, располагается в регионе Ломбардия, в провинции Павия.
Население составляет 365 человек (2008 г.), плотность населения составляет 45 чел./км². Занимает площадь 8 км². Почтовый индекс — 27020. Телефонный код — 0384.
Покровителем коммуны почитается святой Теренциан из Тоди, празднование в первое воскресение сентября.

## Демография
Динамика населения:

## Администрация коммуны
- Официальный сайт: